# Vikramasingapuram
Vikramasingapuram là một thị xã panchayat của quận Tirunelveli thuộc bang Tamil Nadu, Ấn Độ.

## Địa lý
Vikramasingapuram có vị trí 8°40′B 77°20′Đ / 8,67°B 77,33°Đ Nó có độ cao trung bình là 200 mét (656 feet).

## Nhân khẩu
Theo điều tra dân số năm 2001 của Ấn Độ, Vikramasingapuram có dân số 48.101 người. Phái nam chiếm 49% tổng số dân và phái nữ chiếm 51%. Vikramasingapuram có tỷ lệ 79% biết đọc biết viết, cao hơn tỷ lệ trung bình toàn quốc là 59,5%: tỷ lệ cho phái nam là 85%, và tỷ lệ cho phái nữ là 73%. Tại Vikramasingapuram, 9% dân số nhỏ hơn 6 tuổi.